# Centaurea saxicola
El cardo amarillo de roca (Centaurea saxicola) es una especie de planta herbácea endémica del sureste de España, del género Centaurea en la familia Asteraceae.

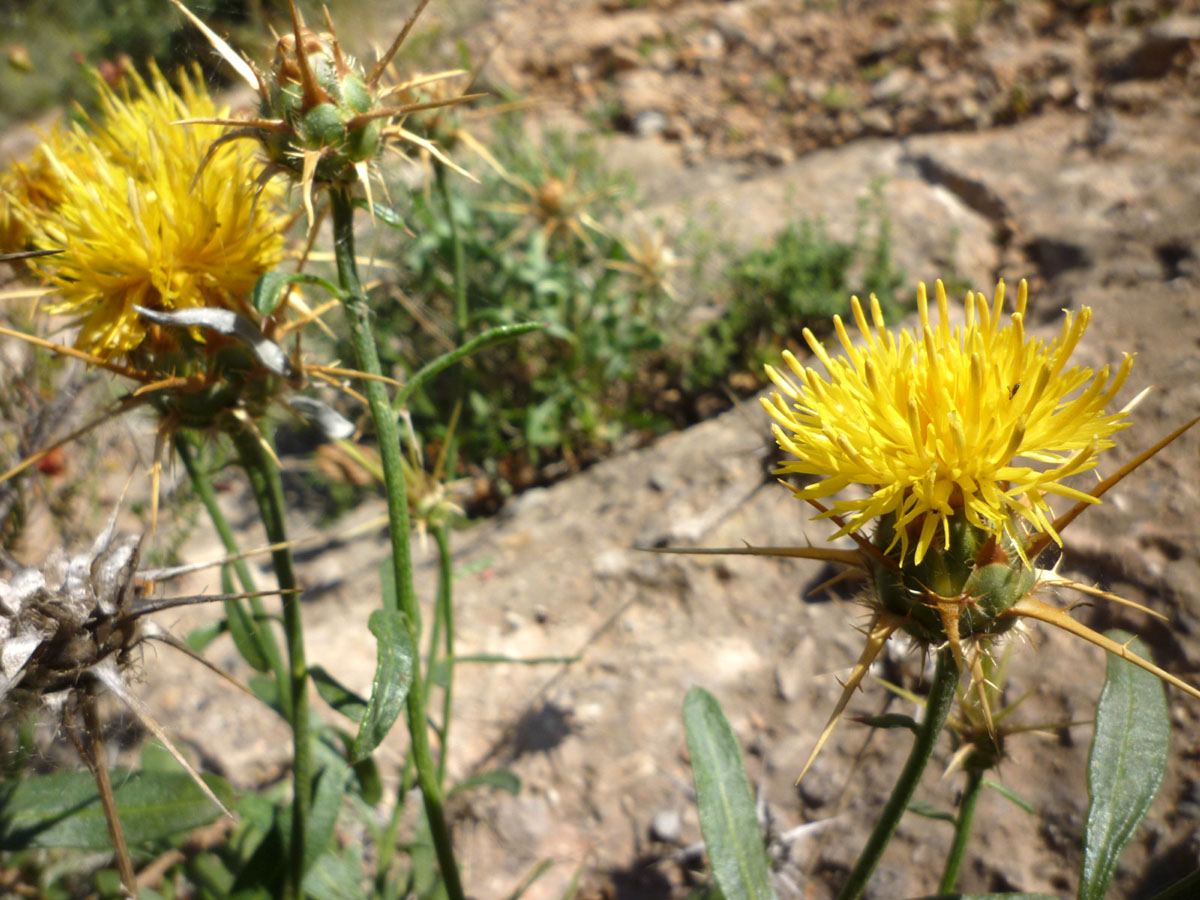
En su hábitat

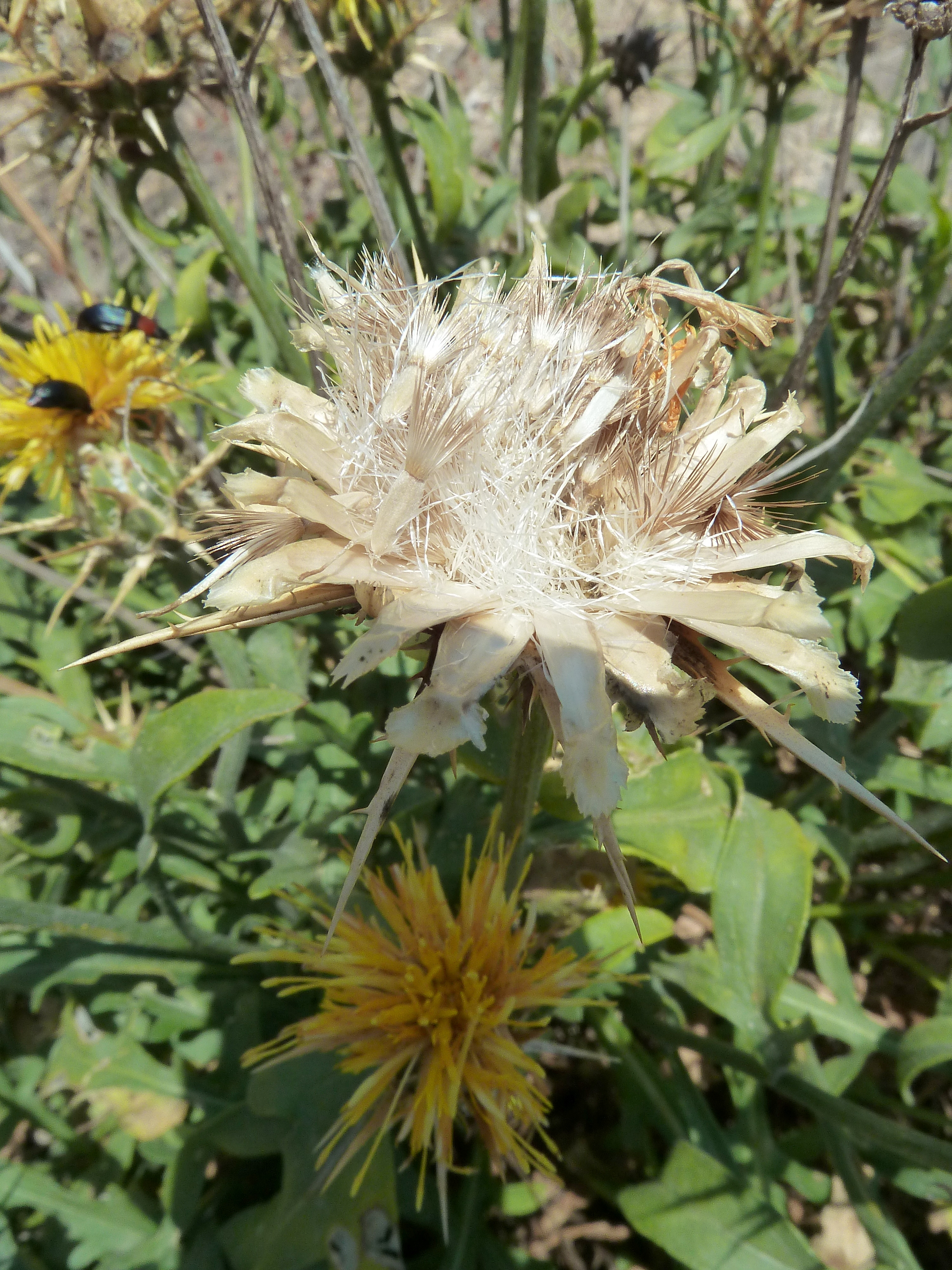
Capítulo en fructificación con cipselas in situ

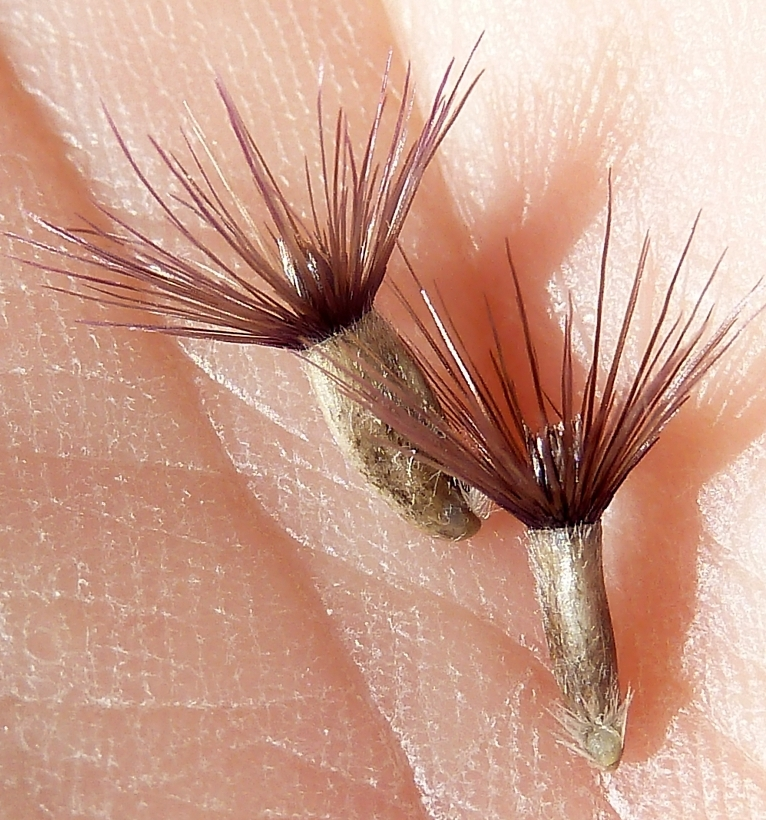
Cipselas sueltas; eleosoma y mechón de pelos circundantes claros.

## Descripción
Es una planta herbácea perenne de cepa leñosa y con tallos de hasta 1m de altura, acanalados, frecuentemente ramificados desde la base. Las hojas basales pueden llegar a medir unos 30 cm de largo y son pinnatisectas a subenteras, con segmentos oblongo-lanceolados, puntiagudos, glabrescentes y con pecíolo ensanchado en su base. Las hojas caulinares superiores son menores, enteras a pinnatífidas. Las inflorescencias son capítulos terminales de 0,8-4cm, anchamente ovoides, con brácteas involucrales externas y medias de hasta 4 cm de longitud, triangulares, acabadas en una larga espina patente (las exteriores algo reflejas) de hasta 3cm de longitud con 3-6 pares de espinas laterales de hasta 4 mm de largo, mientras las brácteas internas son inermes, primero bastante anchas con ápice pectinado y luego, más en el interior del involucro, linear-lanceoladas, de hasta 2cm de longitud con ápice membranoso todavía algo pectinado y margen escarioso. El receptáculo es cóncavo, alveolado y con páleas caedizas blanquecinas finísimas. Los flósculos son amarillentos y el fruto es un aquenio medio-centimétrico, más o menos pubescente, con vilano de escamas lineales estrechas amarillentas a violáceas de longitud similar. Posee eleosoma y tiene un mechón de pelos en su base y rodeando dicho eleosoma.

## Distribución y hábitat
Centaurea saxicola es un Endemismo del sureste de la península ibérica, aunque hay una cita puntual de su presencia en la Serranía de Cuenca, entre Beteta y Priego.
En la Región de Murcia puede encontrarse a lo largo de toda la costa, en la Sierra minera de Cartagena-La Unión, en la Sierra de la Muela y Cabo Tiñoso y en la Sierra de la Almenara. En el interior de la región se distribuye por la Sierra de Carrascoy llegando a penetrar hasta Sierra Espuña.
En la Provincia de Alicante existe solo en las zonas rocosas calizas y dolomíticas de las Sierras de Callosa y Orihuela, y unos pocos cabezos carbonatados satélites. 

## Estado de conservación
Está catalogado como vulnerable. Parte de sus poblaciones se encuentran dentro de espacios protegidos.

## Taxonomía
Centaurea saxicola fue descrita por Máximo Laguna y Villanueva y publicado en Genera et species plantarum, vol. 32, p. 398, 1816.
Esta especie junto a otras próximas (Centaurea kunkelii, etc. ) pertenece al grupo de Centaurea ornata, que presenta patrones de especiación a partir de poliploidías. Es muy probable que, una vez estudiados los números cromosómicos de diversas poblaciones, este taxón quede disgregado en varias microespecies.
Etimología
Centaurea: nombre genérico que procede del Griego kentauros, hombres-caballos que conocían las propiedades de las plantas medicinales.
saxicola: epíteto latino que significa "que crece en las rocas".
Subespecies
Se han descrito dos subespecies de esta planta, pero son consideradas sinónimas de la especie: 
- Centaurea saxicola subsp. saxicola, para las poblaciones del interior,
- Centaurea saxicola subsp. jimenezii Molero, para las poblaciones costeras.[1]

Sinonimia
- Centaurea saxicola var. littorale Esteve, nom. illeg.
- Centaurea saxicola var. herculea Pau, nom. nudum
- Centaurea saxicola var. saxicola
- Centaurea ornata subsp. saxicola (Lag.) Dostál
- Colymbada saxicola (Lag.) Holub[7][1]